# اسنارفورد
اسنارفورد (به انگلیسی: Snarford) یک روستا و محله مدنی در بریتانیا است که در West Lindsey واقع شده‌است.